# KNVB beker 2010-2011
La KNVB beker 2010-2011 è stata la novantatreesima edizione della coppa nazionale di calcio dei Paesi Bassi

## Calendario
Il calendario annunciato per la Coppa d'Olanda 2010-2011 è il seguente
| Turno            | Data                       |
| ---------------- | -------------------------- |
| 1º turno         | 18 agosto 2010             |
| 2º turno         | 25 agosto 2010             |
| 3º turno         | 21, 22 o 23 settembre 2010 |
| Ottavi di finale | 9, 10, 11 novembre 2010    |
| Quarti di finale | dicembre e gennaio 2011    |
| Semifinali       | 1, 2 o 3 marzo 2011        |
| Finale           | 8 maggio 2011              |

## Primo Turno
18 agosto 2010
| Squadra 1      | Risultato       | Squadra 2 |
| -------------- | --------------- | --------- |
| Be Quick 1887  | 2 - 1           | ASWH      |
| HHC Hardenberg | 1 - 1 (1-4 dcr) | SV Venray |

## Secondo Turno
25 agosto 2010
| Squadra 1            | Risultato       | Squadra 2        |
| -------------------- | --------------- | ---------------- |
| Be Quick 1887        | 1 - 2 (dts)     | HSC '21          |
| SDC Putten           | 3 - 0           | Argon            |
| Quick '20            | 0 - 1           | ACV              |
| Uit Vriendschap Saam | 0 - 3           | DOVO             |
| Haaglandia           | 2 - 2 (5-4 dcr) | SVZW Wierden     |
| Rijnsburgse Boys     | 2 - 0           | Dongen           |
| Kloetinge            | 3 - 4           | VVSB             |
| Capelle              | 4 - 0           | Sneek Wit Zwart  |
| Apeldoorn CSV        | 0 - 1           | Gemert           |
| EVV                  | 2 - 1           | IJsselmeervogels |
| Lisse                | 0 - 2           | Dijkse Boys      |
| Genemuiden           | 2 - 2 (6-5 dcr) | Hilversum        |
| Vlissingen           | 1 - 3           | Spakenburg       |
| HVCH                 | 1 - 5           | Sparta Nijkerk   |
| Achilles '29         | 6 - 0           | PKC '83          |
| Kozakken Boys        | 6 - 1           | AFC              |
| JVC Cuijk            | 2 - 3           | Excelsior '31    |
| Hollandia            | 4 - 2           | Harkemase Boys   |
| Voorschoten          | 3 - 0 (dts)     | Presikhaaf       |
| WKE                  | 6 - 1           | GVVV             |
| De Treffers          | 3 - 1           | HSV Hoek         |
| Deurne               | 3 - 0           | Barendrecht      |
| Wilhelmina '08       | 1 - 11          | Katwijk          |
| Zwaluwen '30         | 1 - 1 (3-5 dcr) | Groene Ster      |
| Flevo Boys           | 1 - 0           | Baronie          |
| Noordwijk            | 3 - 2           | Lienden          |
| ARC                  | 4 - 0           | SV Venray        |

## Terzo Turno
21, 22 e 23 settembre
| Squadra 1        | Risultato       | Squadra 2        |
| ---------------- | --------------- | ---------------- |
| Zwolle           | 2 - 2 (5-4 dcr) | Willem II        |
| Noordwijk        | 3 - 1           | Voorschoten      |
| Hollandia        | 1 - 2           | Volendam         |
| HSC '21          | 0 - 2           | Go Ahead Eagles  |
| Spakenburg       | 0 - 0 (5-3 dcr) | RBC Roosendaal   |
| Veendam          | 2 - 1 (dts)     | Helmond Sport    |
| SDC Putten       | 1 - 1 (4-3 dcr) | DOVO             |
| Sparta Nijkerk   | 2 - 1           | Kozakken Boys    |
| Telstar          | 3 - 1           | Fortuna Sittard  |
| Genemuiden       | 2 - 0           | ACV              |
| Flevo Boys       | 0 - 6           | Vitesse          |
| RKC Waalwijk     | 4 - 1           | Almere City      |
| Excelsior '31    | 0 - 2           | ADO Den Haag     |
| Emmen            | 1 - 3           | Heerenveen       |
| VVSB             | 0 - 2           | Cambuur          |
| De Graafschap    | 1 - 1 (3-4 dcr) | Utrecht          |
| Ajax             | 5 - 0           | MVV              |
| Den Bosch        | 2 - 3           | AZ Alkmaar       |
| Capelle          | 1 - 4           | Twente           |
| De Treffers      | 5 - 1           | Katwijk          |
| WKE              | 0 - 3           | Excelsior        |
| Rijnsburgse Boys | 2 - 1           | Deurne           |
| Groene Ster      | 2 - 2 (1-4 dcr) | Dijkse Boys      |
| ARC              | 0 - 3           | Heracles Almelo  |
| Gemert           | 0 - 4 (dts)     | AGOVV            |
| Haaglandia       | 1 - 4 (dts)     | Groningen        |
| EVV              | 3 - 5           | Eindhoven        |
| Feyenoord        | 1 - 1 (3-4 dcr) | Roda JC          |
| PSV              | 3 - 0           | Sparta Rotterdam |
| Dordrecht        | 4 - 3           | N.E.C.           |
| Achilles '29     | 2 - 0           | TOP Oss          |
| NAC Breda        | 3 - 1           | VVV-Venlo        |

## Sedicesimi
| Squadra 1       | Risultato       | Squadra 2        |
| --------------- | --------------- | ---------------- |
| AZ Alkmaar      | 3 - 0           | Eindhoven        |
| Sparta Nijkerk  | 2 - 1           | Excelsior        |
| Ajax            | 3 - 0           | Veendam          |
| Dijkse Boys     | 1 - 9           | Genemuiden       |
| Groningen       | 1 - 1 (5-4 dcr) | ADO Den Haag     |
| AGOVV           | 0 - 2           | Utrecht          |
| Cambuur         | 1 - 4           | RKC Waalwijk     |
| PSV             | 3 - 0           | Spakenburg       |
| Dordrecht       | 1 - 2           | Volendam         |
| Go Ahead Eagles | 0 - 2           | Roda JC          |
| De Treffers     | 0 - 1           | Noordwijk        |
| Zwolle          | 1 - 1 (3-5 dcr) | Twente           |
| Heerenveen      | 0 - 2           | NAC Breda        |
| Achilles '29    | 5 - 3           | Heracles Almelo  |
| SDC Putten      | 0 - 2           | Telstar          |
| Vitesse         | 3 - 0           | Rijnsburgse Boys |

## Ottavi
| Squadra 1      | Risultato       | Squadra 2    |
| -------------- | --------------- | ------------ |
| Ajax           | 1 - 0           | AZ Alkmaar   |
| Roda JC        | 1 - 3           | PSV          |
| Genemuiden     | 2 - 3           | Groningen    |
| Utrecht        | 1 - 0           | Volendam     |
| Telstar        | 0 - 1           | NAC Breda    |
| Achilles '29   | 2 - 2 (1-3 dcr) | RKC Waalwijk |
| Twente         | 5 - 0           | Vitesse      |
| Sparta Nijkerk | 3 - 3 (3-4 dcr) | Noordwijk    |

## Quarti
| Squadra 1    | Risultato       | Squadra 2 |
| ------------ | --------------- | --------- |
| Twente       | 1 - 1 (7-6 dcr) | PSV       |
| Ajax         | 4 - 1           | NAC Breda |
| Utrecht      | 3 - 2           | Groningen |
| RKC Waalwijk | 6 - 0           | Noordwijk |

## Semifinali
| Squadra 1 | Risultato | Squadra 2    |
| --------- | --------- | ------------ |
| Twente    | 1 - 0     | Utrecht      |
| Ajax      | 5 - 1     | RKC Waalwijk |

| Arbitro: | van Boekel |

|           |           |  |
| Janko 77’ | Marcatori |  |

| Arbitro: | Wiedemeijer |

|                                                            |           |                  |
| Ebecilio 13’ El Hamdaoui 33’ De Jong 55’, 85’ De Zeeuw 58’ | Marcatori | 27’ (aut.) Blind |

## Finale
| Squadra 1 | Risultato   | Squadra 2 |
| --------- | ----------- | --------- |
| Twente    | 3 - 2 (dts) | Ajax      |

| Arbitro: | Blom |

|                                  |           |                           |
| Brama 45’ Janssen 56’ Janko 117’ | Marcatori | 19’ De Zeeuw 40’ Ebecilio |